# 三美神とメルクリウス
『三美神とメルクリウス』（さんびしんとメルクリウス、伊: Tre Grazie e Mercurio, 英: Mercury and the Graces）は、イタリア、ルネサンス期のヴェネツィア派の巨匠ティントレットが1576年ごろに制作した油彩の絵画。ヴェネツィアのドゥカーレ宮殿のために制作された4点の神話画ないし寓意画連作の1つである。主題はギリシア神話の三美神とヘルメス（ローマ神話のメルクリウス）によって表現されたヴェネツィアの寓意となっている。他の3作品は『ヴィーナスとアリアドネとバッカス』（Venere, Arianna e Bacco）、『マルスを退けるミネルヴァ』（Minerva scaccia Marte）、『ウルカヌスの鍛冶場』（Fucina di Vulcano）。ティントレットは円熟期から晩年にかけてドゥカーレ宮殿のために総数45点にもおよぶ作品を制作しており、現在も4作品ともにドゥカーレ宮殿に所蔵されている。

## 作品

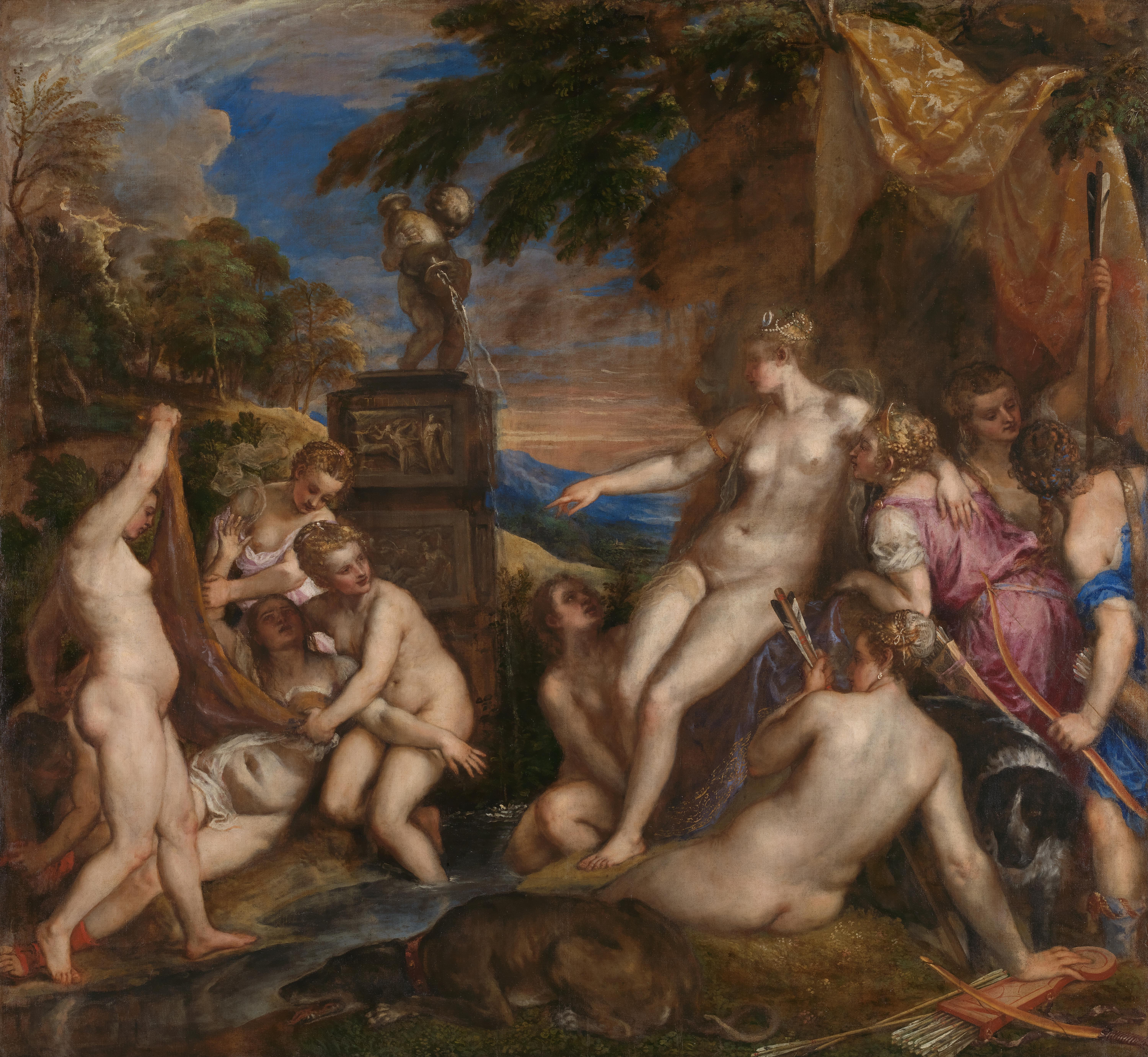
ティツィアーノ・ヴェチェッリオ『ディアナとカリスト』の背面像。

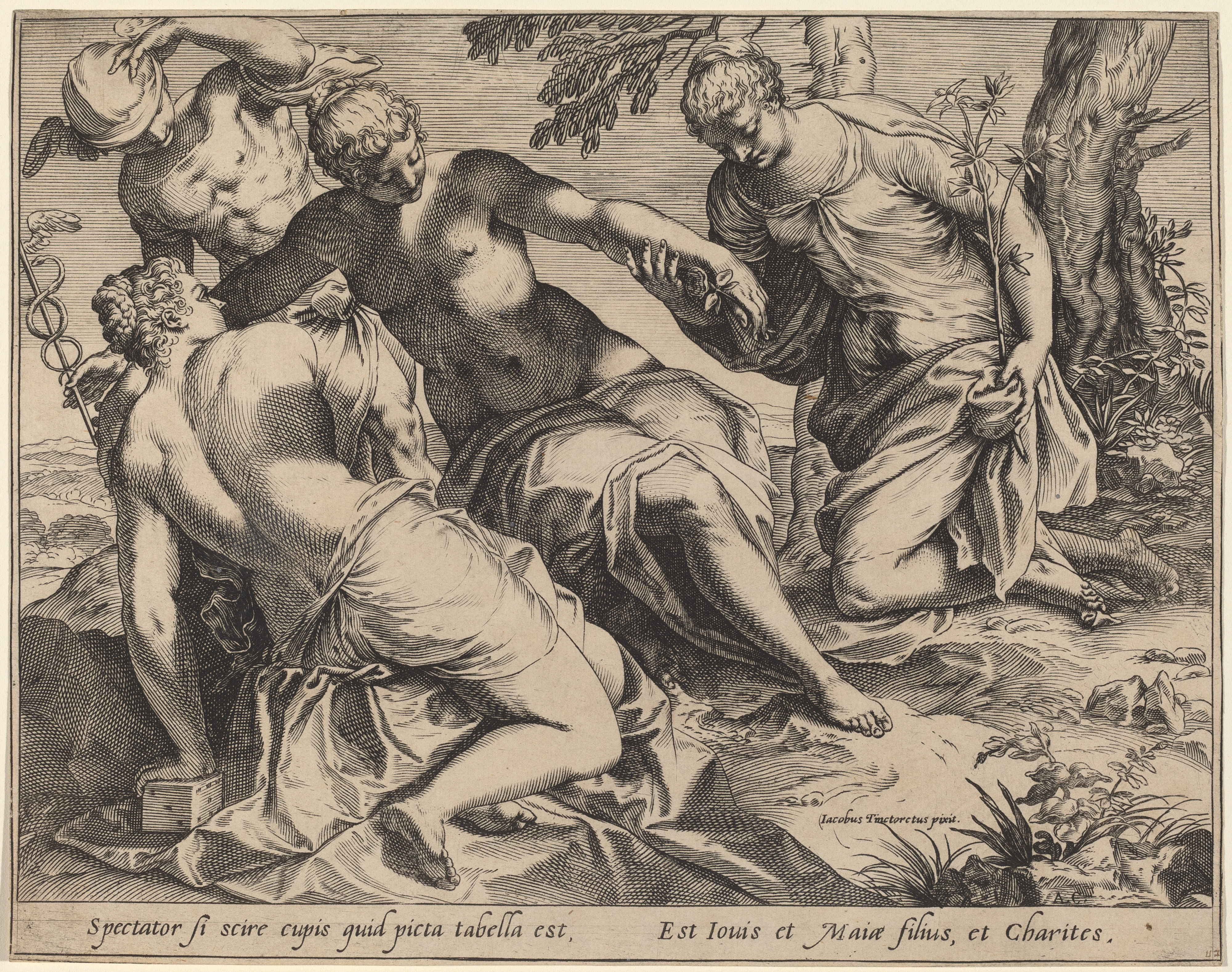
アゴスティーノ・カラッチの1589年のエングレーヴィング。ワシントンD.C.のナショナル・ギャラリー所蔵。

草木が豊かな大地の上に座した三美神は、たがいに手を取り合って身体を起こし、立ち上がろうとしている。彼女たちの背後にいるのはメルクリウスであり、典型的な翼のある帽子と2匹の蛇が絡みついたカドケウスの杖を持っている。画面左の三美神の1人が身体を支えている左手の下には大きなサイコロがあり、恩恵の相互性を表している。一方、中央の美神は伸ばした左手にバラの花を持ち、画面右の美神は花をつけたギンバイカの枝を持っている。この2つはいずれもヴィーナスの花であり、永遠の愛を意味する。そしてメルクリウスは理性の象徴として、適切な量の恩恵が分配されることを保証している。対角線上に人物を動的に配置する構図はティントレットに特徴的なものであり、三美神の肌の色は、彼女たちの身体にあたる右からの強い自然光と豊かな色彩のドレープによって強化されている。画面左の背中を見せる三美神はティツィアーノ・ヴェチェッリオが『ディアナとカリスト』で描いたニンフの背面像に影響を受けている。しかし後期のティツィアーノに特徴的な、女性の柔らかな肌が見せるしわやたるみへの強い関心は共有されていない。
連作をそれぞれ四季と四大元素と結びつける美術史家シャルル・ド・トルナイの研究によると（1960年）、本作品は植物の芽吹きと花の開花、三美神の立ち上がろうとする身体の動きから「春」と「空気」を表しているという。17世紀の画家・伝記作家のカルロ・リドルフィによると政治的な寓意であり、ヴェネツィアの「元老院がそれにふさわしい市民に授けた恩恵」を表している。

## 来歴
連作は当初はドゥカーレ宮殿の方形階段広間を飾り、1581年にはフランチェスコ・サンソヴィーノによって『三美神とメルクリウス』（La tre Grazie e Mercurio）と言及されている。また1648年にはカルロ・リドルフィも絵画の意味について言及している。その後、1716年に内閣議場前室に移されて現在に至っている。2017年に修復されている。

## 影響
アゴスティーノ・カラッチは『マルスを退けるミネルヴァ』とともに1589年にエングレーヴィングを制作している。パルマ・イル・ヴェッキオの息子パルマ・イル・ジョーヴァネはティツィアーノ・ヴェチェッリオの最晩年の弟子だが、むしろティントレットの様式に非常に強い影響を受けている。パルマは本作品からも影響を受けて1600年から1610年ごろに『三美神とメルクリウス』（Tre Grazie e Mercurio）を制作している。バロック期の画家ジュゼッペ・ディアマンティーニは三美神の1人に衣服を着せて複製している。

## ギャラリー
本作品以外の連作は以下のものがある。

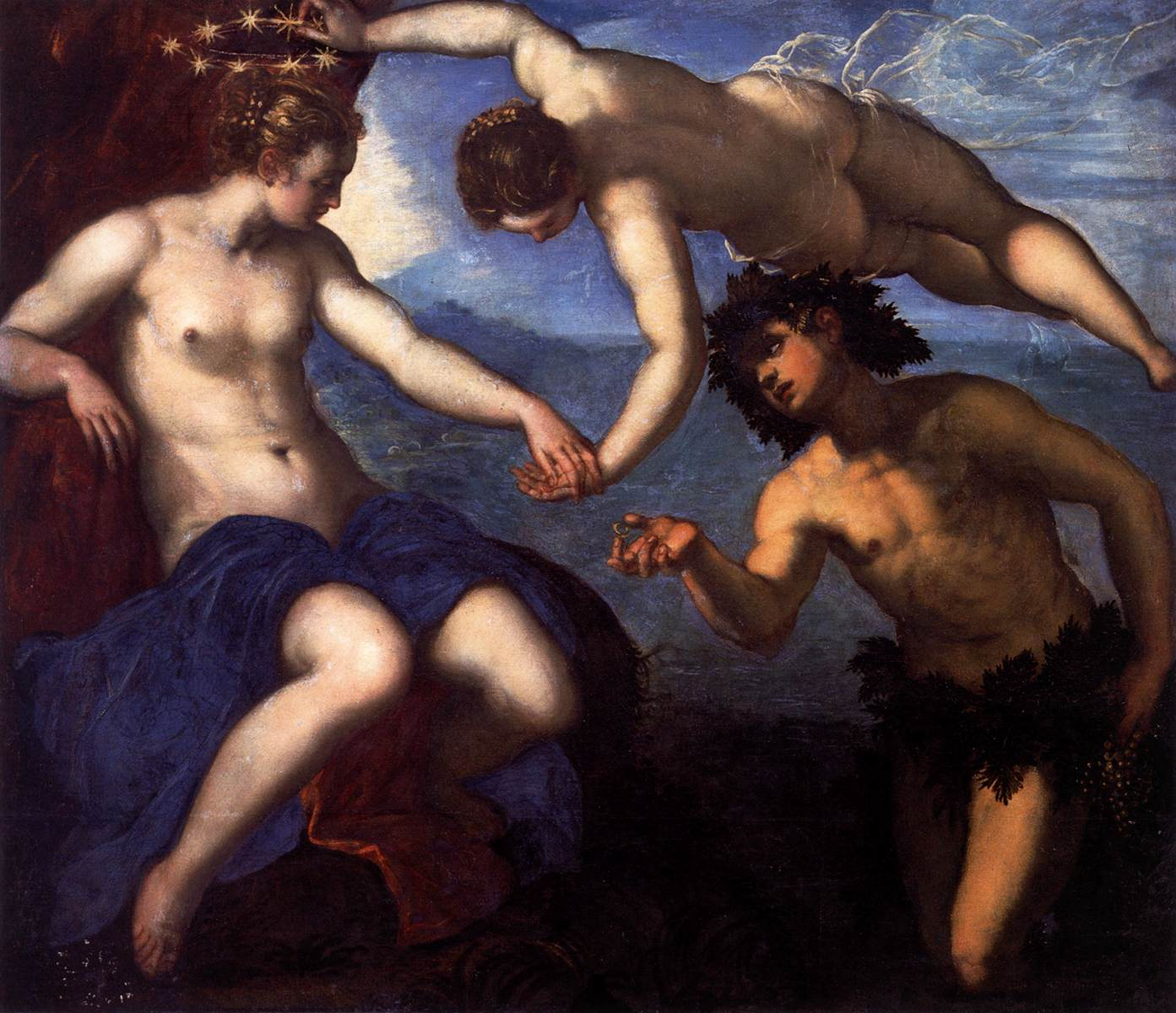
『ヴィーナスとアリアドネとバッカス』ドゥカーレ宮殿所蔵
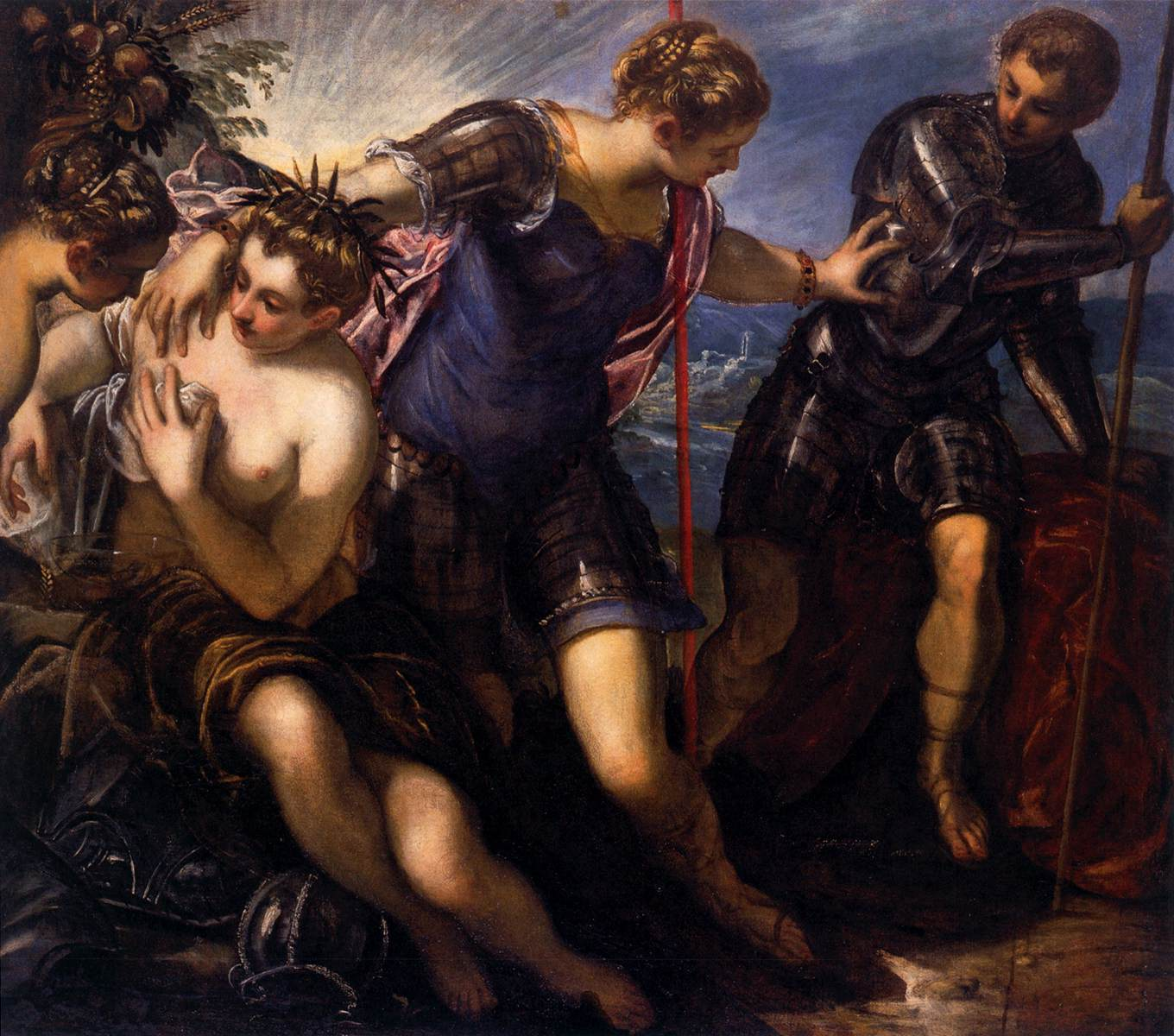
『マルスを退けるミネルヴァ』ドゥカーレ宮殿所蔵
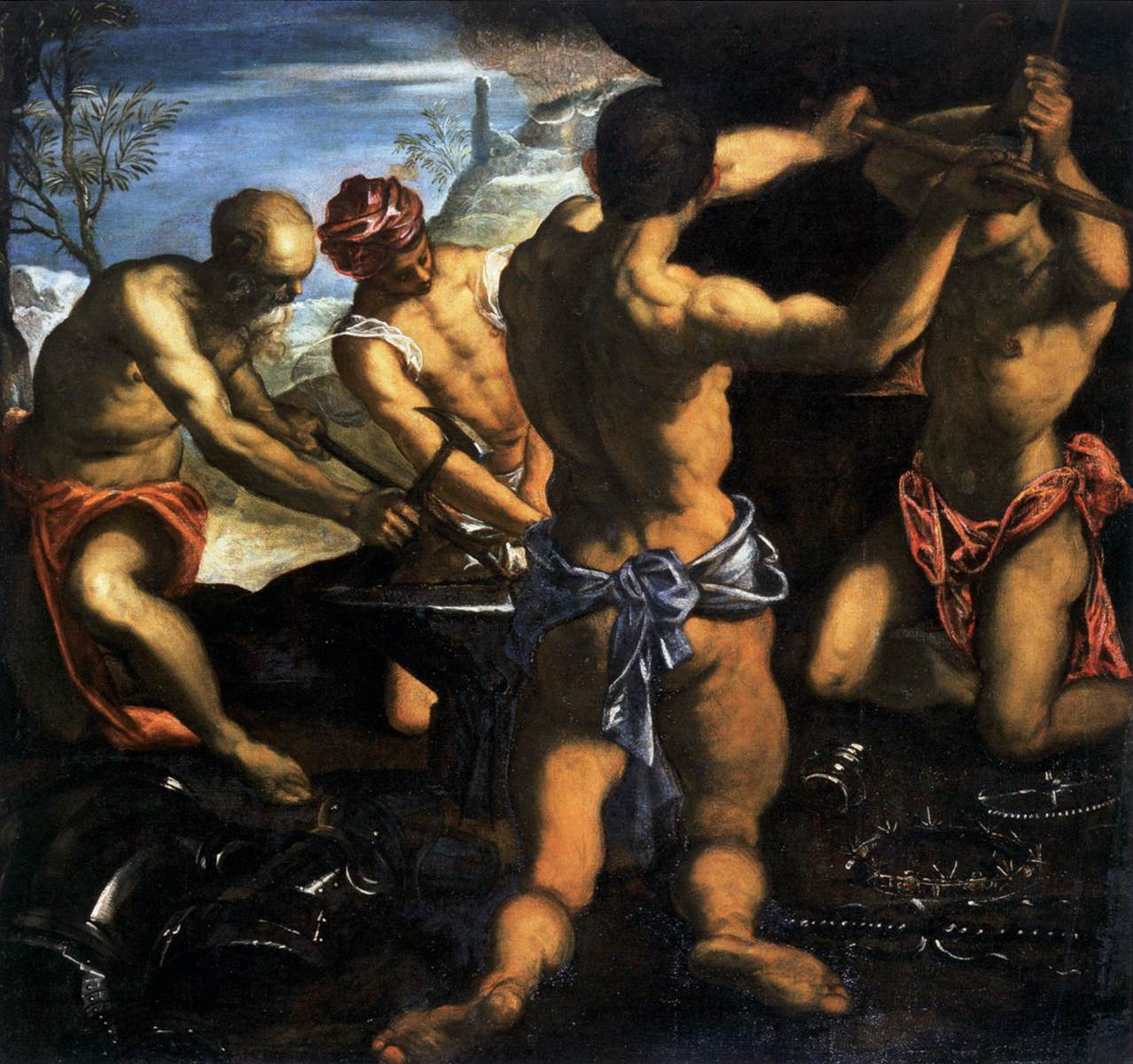
『ウルカヌスの鍛冶場』ドゥカーレ宮殿所蔵